# TL엔지니어링
주식회사 TL엔지니어링(영어: TL Engineering)은 대한민국의 건축설계 및 시공 기업으로, 클린룸 공조기술을 보유하고 있다.